# Struga Kożyczkowska
Struga Kożyczkowska – struga posiadająca swoje źródła powyżej wsi Garcz. Struga przepływa przez obszar gminy Chmielno w powiecie kartuskim oraz przez miejscowości Garcz, Kożyczkowo i uchodzi do Łeby. 
Struga ma nieustalone źródła. Struga może wypływać z samego Jeziora Łapalickiego lub z któregoś z dopływów jeziora, między innymi z Jeziora Wielkie Łąki.